# اجرای آکوستیک (ای‌پی دوآ لیپا)
'اجرای آکوستیک (به انگلیسی: Live Acoustic) یک ای‌پی اجرای آکوستیک از خواننده اهل بریتانیا دوآ لیپا است که در ۸ دسامبر ۲۰۱۷ ازطریق پلت‌فرم‌های دانلود دیجیتال و استریمینگ توسط وارنر رکوردز منتشر شد. آلبوم شامل نسخه‌های بازخوانی آثار ایمی واینهاوس، اتا جیمز، بیتلز و همچنین یک نسخه آکوستیک پیانو زنده از تک‌آهنگ «قوانین جدید» لیپا است. لیپا ایی‌پی را به عنوان سورپرایز برای جشن پایان سال منتشر کرد.

## فهرست قطعه
| شماره | نام                                                        | نویسنده(ها)                                     | مدت  |
| ----- | ---------------------------------------------------------- | ----------------------------------------------- | ---- |
| ۱.    | «خواب‌های طلایی» (آکوستیک)                                  | جان لنون پل مک‌کارتنی                            | ۱:۵۱ |
| ۲.    | «In the Room: اشک‌ها خودشان خشک می‌شود» (اجرا همراه با گلنت) | ایمی واینهاوس اشفورد و سیمپسون اشفورد و سیمپسون | ۳:۱۷ |
| ۳.    | «ترجیح می‌دهم کور شوم» (اجرا)                               | اتا جیمز Ellington Jordan Billy Foster          | ۲:۳۶ |
| ۴.    | «قوانین جدید» (اجرای پیانو آکوستیک)                        | Caroline Ailin Emily Warren Ian Kirkpatrick     | ۳:۳۰ |